# Amt Sandesneben-Nusse
Het Amt Sandesneben-Nusse is een Amt in de Duitse deelstaat Sleeswijk-Holstein. Het omvat 25 kleine gemeenten in de Kreis Hertogdom Lauenburg. Het Amt ontstond in 2008 uit de fusie van de voormalige Amten Sandesneben en Nusse. Het bestuur is gevestigd in Sandesneben.

## Deelnemende gemeenten
1. Duvensee
2. Grinau
3. Groß Boden
4. Groß Schenkenberg
5. Klinkrade
6. Koberg
7. Kühsen
8. Labenz
9. Lankau
10. Linau
11. Lüchow
12. Nusse
13. Panten
14. Poggensee
15. Ritzerau
16. Sandesneben
17. Schiphorst
18. Schönberg
19. Schürensöhlen
20. Siebenbäumen
21. Sirksfelde
22. Steinhorst
23. Stubben
24. Walksfelde
25. Wentorf